# Junius Verlag
Der Junius Verlag wurde 1979 von der Gruppe Internationaler Marxisten in Hamburg gegründet und veröffentlichte zunächst Texte zur Geschichte der europäischen Arbeiterbewegung. Das erste im Junius Verlag erschienene Buch war eine Hommage an Leo Trotzki, weitere Schwerpunkte bildeten die Themen Ökologie und Dritte Welt.
Seit 1984 erscheint bei Junius die im Hannoverschen SOAK Verlag begonnene Reihe zur Einführung von Wissenschaftstexten, die 1977 von Detlef Horster gegründet wurde. Neben Klassikern der Arbeiterbewegung widmete sich die Reihe anfangs den Theoretikern des westlichen Marxismus, der Frankfurter Schule und ihres weiteren Umfelds. In den 1980er und frühen 1990er Jahren trug sie zur Popularisierung des Poststrukturalismus in Deutschland bei.
Inzwischen umfasst die Reihe zur Einführung 180 Werkdarstellungen von Theodor W. Adorno bis Slavoj Žižek sowie Themenbände von der analytischen Philosophie bis zur Wissenschaftstheorie. Die neue Schwerpunktbildung in den Bereichen der Bild- und Medienwissenschaften, der Wissenschaftsgeschichte und bei übergreifenden kulturwissenschaftlichen Fragestellungen ergänzt das philosophische und sozialwissenschaftliche Programm. Heute wird das philosophische und kulturwissenschaftliche Programm wieder verstärkt durch Bände mit sozialwissenschaftlichen Themen ergänzt. Die Junius-Reihe ist nach Angaben des Verlages die breiteste Reihe ihres Typs im deutschsprachigen Raum.
Mit dem Jahrbuch Architektur in Hamburg wurde 1989 das erste Architektur-Buch bei Junius veröffentlicht. Neben den Architektenkammern in Hamburg, Niedersachsen und Hessen sind seitdem das Bundesministerium für Verkehr, Bau- und Wohnungswesen, die Bundesingenieurkammer und das Deutsche Architektur Museum in Frankfurt a. M. als Kooperationspartner hinzugekommen. Schwerpunkte im Architekturprogramm bilden Büro- und Gebäude-Monografien sowie Kataloge und Jahrbücher, aber auch Praxisbücher für Architekten zu Themen wie Marketing und Existenzgründung.
Ein neuer Schwerpunkt des Verlags ist seit 2007 das Hamburg-Programm. Mit zeitgenössischen Fotobüchern über die Stadt begonnen, umfasst es mittlerweile ein breites Spektrum regionaler Themen vom Stadtführer über Kinder- und Kochbücher bis zu historischen Bildbänden.
Geschäftsführer der Junius Verlag GmbH ist Steffen Herrmann. Er übernahm mit der Junius Verlag GmbH Anfang des Jahres 2024 den Dölling & Galitz Verlag.